# William Anders
William Alison Anders (Hong Kong, 17 de outubro de 1933 – Condado de San Juan, 7 de junho de 2024) foi um astronauta, tripulante da missão Apollo 8, a primeira a voar em órbita da Lua. Morreu em 7 de junho de 2024, vítima de um acidente aéreo nos Estados Unidos.

## Biografia
Nascido em Hong Kong, então domínio britânico, filho de um tenente da US Navy, ainda criança mudou-se com a família para Annapolis, em Maryland, onde o pai assumiu o cargo de professor de matemática na Escola de Pós-Graduação Naval. Depois de algum tempo a família retornou para a China, de onde ele e a mãe fugiriam para as Filipinas após o ataque japonês a Nanquim. Junto com a mãe, ele iniciou a jornada para as Filipinas em um trem de transporte de tropas de lá até Cantão onde os dois se hospedaram num modesto hotel situado a 200 metros de um rio que os japoneses bombardeavam, o mesmo rio que depois que tiveram que cruzar para continuar a fuga.

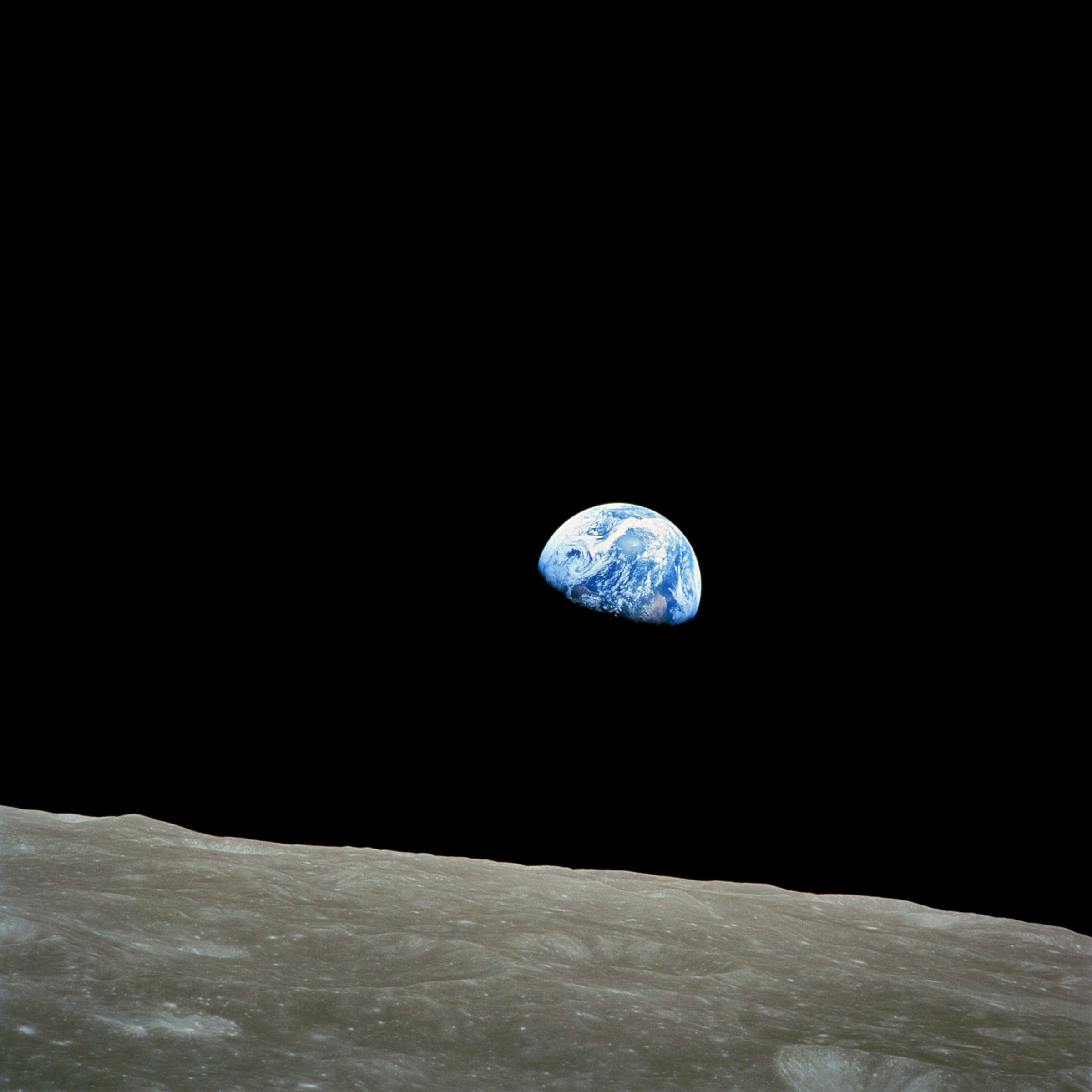
A famosa imagem feita por Anders na órbita lunar

De volta aos Estados Unidos, formou-se em engenharia elétrica pela Academia Naval dos Estados Unidos, em Annapolis, Maryland, em 1955. Após a formatura, entrou para a Força Aérea com a patente de segundo-tenente, e continuou a estudar, formando-se em engenharia nuclear no Instituto de Tecnologia da Força Aérea em 1962. Depois de receber suas asas de piloto em 1956, integrou, como piloto de caça, os esquadrões do Aerospace Defense Command, baseados na Califórnia e na Islândia, que interceptavam os bombardeiros soviéticos que à época voavam, como desafio, próximos às fronteiras aéreas dos EUA e da OTAN. Estava nesta função em 1963 quando foi selecionado para o grupo de astronautas da NASA.
Trabalhando inicialmente em funções em Terra, em 1966 atuou como piloto-reserva da missão Gemini XI. Foi ao espaço em dezembro de 1968 como tripulante da Apollo 8 – com a função oficial de piloto do módulo lunar apesar da nave não transportar nenhum ML – a missão que entrou em órbita da Lua pela primeira vez, junto com os astronautas Frank Borman e James Lovell. Durante este voo ele fez, na véspera de Natal, uma das mais icônicas imagens das missões Apollo, a que mostra a Terra nascendo no horizonte lunar, "Earthrise", considerada pela revista TIME uma das dez fotografias que mudaram o mundo. No ano seguinte, a foto seria também reproduzida num selo criado pelo Serviço Postal dos Estados Unidos, com a frase "No princípio, Deus criou..." inserida nela.
Depois da missão ele foi designado como piloto-reserva do módulo de comando da Apollo 11 e posteriormente aceitou um cargo no National Aeronautics and Space Council (NASC) ainda mantendo o status de astronauta ativo, entre 1969 e 1973, quando trabalhou em ligação com o governo dos Estados Unidos, para o desenvolvimento de políticas relativas à pesquisa, planejamento e operações de sistemas aeronáuticos e espaciais.  Em 1976 foi nomeado embaixador dos Estados Unidos na Noruega pelo presidente Gerald Ford, onde ficou por um ano e retirou-se finalmente da vida pública e dos negócios em 1993, após dirigir por três anos a empresa General Dynamics.
A cratera Anders, na Lua, foi batizada em homenagem a ele.

## Publicações
- Kulp, B. A.; Detweiler, R. M.; Anders, W. A. (1 de setembro de 1963). «Temperature Dependence of Edge Emission in Single-Crystal Cadmium Sulfide». Physical Review. 131 (5): 2036–2038. Bibcode:1963PhRv..131.2036K. doi:10.1103/PhysRev.131.2036

## Na cultura popular

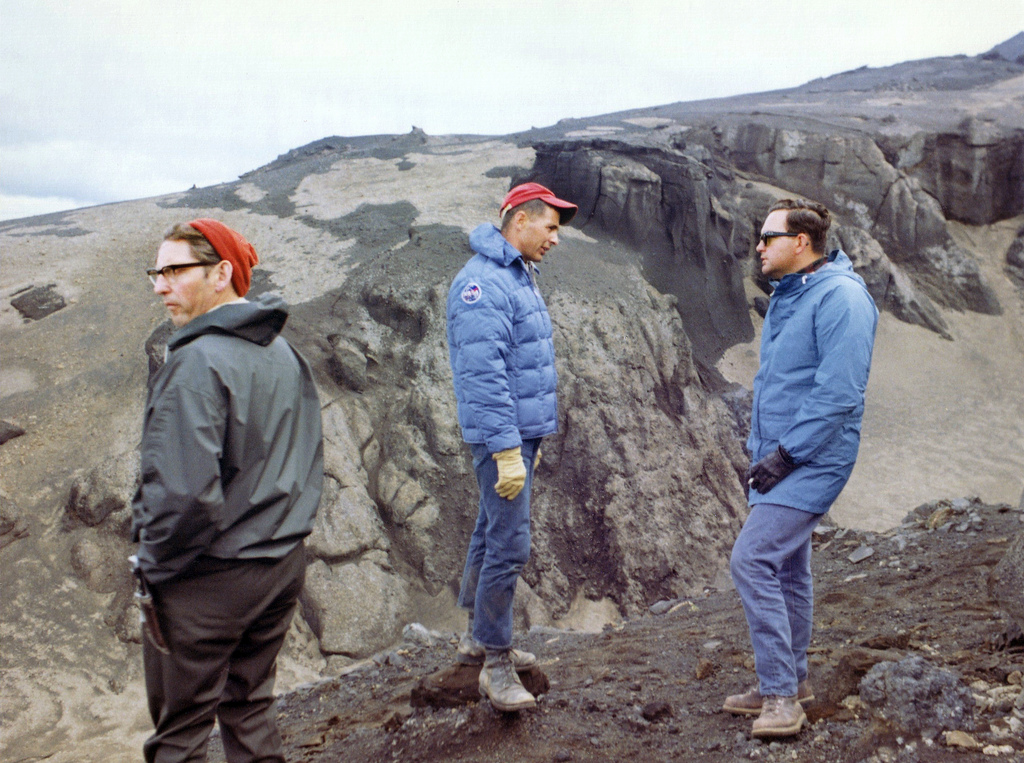
Geólogo islandês Sigurður Þórarinsson (L), Bill Anders (C) e Dr. Ted H. Foss (R) durante treinamento em geologia na Islândia em 1967

Robert John Burke interpretou Anders na minissérie da HBO de 1998, From the Earth to the Moon. Anders apareceu como ele mesmo no documentário de 2005 Race to the Moon, que foi mostrado como parte da série de televisão PBS American Experience. O filme, rebatizado de Earthrise: The First Lunar Voyage em 2013, era sobre os eventos que levaram à missão Apollo 8. Ele foi entrevistado em um capítulo do livro de 2015 No More Worlds to Conquer, de Chris Wright. O capítulo é dividido aproximadamente igualmente entre sua vida no programa Apollo e sua vida corporativa posterior. A capa do livro é a imagem do Earthrise. Ele apareceu com os colegas astronautas Frank Borman e Jim Lovell na resenha do livro do canal C-SPAN, Rocket Men. Ele confirmou a história de que havia adormecido enquanto aguardava o lançamento da Apollo 8.